# Strada statale 7 quater Via Domitiana
La strada statale 7 quater Via Domitiana è una strada statale italiana.

## Storia
La strada statale 7 quater "via Domitiana" venne istituita nel 1940 con il seguente percorso: "Dall'innesto con la statale n. 7 in prossimità del ponte sul Garigliano, per Castel Volturno a Napoli.". Successivamente il tratto che va da Pozzuoli a Castel Volturno venne ricostruito più ad est con due corsie per senso di marcia, il vecchio tracciato è diventato strada provinciale o comunale.

## Percorso
La statale parte dal confine tra Lazio e Campania sul Garigliano, superato grazie a un moderno ponte a strallo, e attraversa tutto il litorale domitio-flegreo, terminando a Pozzuoli, dove si collega alla tangenziale di Napoli. Nei pressi di Castel Volturno la strada scavalca il Volturno.
Presso Lago Patria, si collega con l'Asse Mediano a sua volta interconnesso con la Circumvallazione Esterna di Napoli, e, presso Pinetamare, con l'Asse di Supporto Nola-Villa Literno.
In diversi tratti (per  esempio ad altezza di Varcaturo di Giugliano in Campania), essa corre parallela all'antica Via Domiziana, costruita dall'imperatore Domiziano nell'anno 95 d.C., conservatasi ancora nel suo lastricato di basoli fiancheggiato da "marciapiedi" e paracarri.

### Tabella percorso
| STRADA STATALE 7 quater Via Domitiana |                                                                                             |           |      |
| Tipo                                  | Indicazione                                                                                 | ↓km↓      | Area |
|                                       | Via Appia Variante Formia-Garigliano                                                        | 0,0       | CE   |
|                                       | Borgo Centore                                                                               | 2,2       | CE   |
|                                       | per Baia Domizia, Cellole                                                                   | 7,6       | CE   |
|                                       | Mondragone                                                                                  | 17,7      | CE   |
|                                       | Pescopagano                                                                                 | 25,5      | CE   |
|                                       | Castel Volturno nord                                                                        | 26,4      | CE   |
|                                       | Castel Volturno nord                                                                        | 26,4      | CE   |
|                                       | Ponte sul fiume Volturno                                                                    | 27,3      | CE   |
|                                       | Castel Volturno centro (ora SP 333) del Basso Volturno Roma - Napoli Capua                  | 28,0      | CE   |
|                                       | Pineta Grande Pronto Soccorso Pineta Grande (Solo in direzione Pozzuoli)                    | 28,3      | CE   |
|                                       | Castel Volturno sud Cancello e Arnone                                                       | 31,7      | CE   |
|                                       | Asse di Supporto Nola-Villa Literno                                                         | 34,0      | CE   |
|                                       | (ora SP 334) Ischitella Pineta di Castelvolturno Litorale Domitio Villaggio Coppola         | 41,0      | CE   |
|                                       | Strada statale 162 NC Asse Mediano Circumvallazione Esterna di Napoli Giugliano in Campania | 42,8 44,0 | NA   |
|                                       | Lago Patria                                                                                 | 42,9 44,1 | NA   |
|                                       | Varcaturo                                                                                   | 46,9      | NA   |
|                                       | Parco Acquatico                                                                             | 49,0      | NA   |
|                                       | Licola                                                                                      | 49,5      | NA   |
|                                       | Quarto - Monteruscello nord di Quarto Centro Commerciale Quarto                             | 50,3      | NA   |
|                                       | Monteruscello sud                                                                           | 52,8      | NA   |
|                                       | Lago d'Averno                                                                               | 54,7      | NA   |
|                                       | Tangenziale di Napoli                                                                       | 55,1      | NA   |